# داگلاس ایکس‌تی‌بی۲دی اسکای‌پایرت
داگلاس ایکس‌تی‌بی۲دی اسکای‌پایرت (به انگلیسی: Douglas XTB2D Skypirate) یک هواپیمای ساختِ کارخانهٔ شرکت هواپیماسازی داگلاس در کشور ایالات متحده آمریکا است. این هواپیما برای نخستین بار در ۱۳ مارس ۱۹۴۵ میلادی مورد استفاده قرار گرفت.